# مقبل (اسم)
مقبل هو اسم علم مذكر من أصل عربي، ومعناه هو من الفعل أقبل، القادم المتقدم، المقدم على الشيء بنفسه.

## شخصيات تحمل الاسم
- مقبل التام الأحمدي
- مقبل بن هادي الوادعي (محدث يمني، 1933 – 2001)
- مقبل مومني (1944 – )

## وصلات خارجية
- موسوعة السلطان قابوس لأسماء العرب